# Trnovac Glinski
Trnovac Glinski falu Horvátországban, Sziszek-Monoszló megyében. Közigazgatásilag Glinához tartozik. Különálló településként csak a 19. század vége óta létezik, lakosságát pedig csak 1900 óta számlálják önállóan. Azelőtt a szomszédos Mali Gradac része volt.

## Fekvése
Sziszek városától légvonalban 31, közúton 53 km-re délnyugatra, községközpontjától légvonalban 16, közúton 18 km-re délkeletre a Báni végvidék középső részén, a Zrinyi-hegység északi lejtőin fekszik. A falu fekvése a Šamarica-erdőre támaszkodva észak-déli irányú. A falu és az erdő között a Bručina nevű patak folyik, mely a falu felé meredek, az erdő felé kissé enyhébb medret vájt magának. A falu négy, különálló településrészre, Birači, Tintori, Šukunde és Gornji Vučkovići részekre oszlik. Az erősen dombos határának magassága 190 és 359 méter között váltakozik.

## Története
Trnovac határában a Debelo Brdo nevű magaslaton ismeretlen eredetű, valószínűleg történelem előtti vár maradványai találhatók, melyeket a nép Grčki gradnak, azaz görög várnak nevez. Az 1683 és 1699 között felszabadító harcokban a keresztény seregek kiűzték a térségből a törököt és a török határ az Una folyóhoz került vissza. Ezután a török uralom alatt maradt boszniai Unamentéről és Közép-Boszniából pravoszláv szerb családok érkeztek a felszabadított területekre. Trnovac benépesülése is ebben az időszakban kezdődött, majd több hullámban a 18. században is folytatódott. 1696-ban a szábor a bánt tette meg a Kulpa és az Una közötti határvédő erők parancsnokává, melyet hosszas huzavona után 1704-ben a bécsi udvar is elfogadott. Ezzel létrejött a Báni végvidék (horvátul Banovina), mely katonai határőrvidék része lett. 1745-ben megalakult a Glina központú első báni ezred, melynek fennhatósága alá ez a vidék is tartozott.
1881-ben megszűnt a katonai közigazgatás és Zágráb vármegye Glinai járásának része lett. Ebben az időszakban a faluban 42 ház állt és minden háztartás 16,6 holdnyi földet kapott. Akkoriban egy háztartás sok tagot számlált, néhol 15-nél is többen laktak. A lakosság kizárólag a földből élt, ebből fizette az adóját. A 19. század végén és a 20. század elején visszaesett a mezőgazdasági termelés és a nagyobb adók miatt emelkedett a szegénység. A nehezebb életfeltételek miatt sokan az emigrációt választották. Trnovacról is 90 ember távozott ekkor a jobb élet reményében és közülük 39-en már sohasem tértek vissza. A falunak 1900-ban 605, 1910-ben 653 lakosa volt. 1918-ban az új szerb-horvát-szlovén állam, majd később Jugoszlávia része lett. A két világháború között a lakosság továbbra is mezőgazdaságból élt, csak néhány fiatalnak sikerült mesterséget tanulni és más területen elhelyezkedni. A település 1931-ig Mali Gradac településrésze volt.
A második világháború tragikusan kezdődött a helyiek számára: 1941 júliusában a faluba benyomuló usztasák összeterelték a férfiakat, és 34 lakost a glinai pravoszláv templomba vittek, ahol kivégezték őket. Ez azonban csak a szenvedések és az antifasiszta harc kezdetét jelentette. Lakói tömegesen csatlakoztak a partizánegységekhez A háború a faluból 132 áldozatot követelt, ami a lakosság 20%-át jelenti, akikből 72% polgári áldozat volt. A nemzeti felszabadító harcokban a faluból 105-en vettek részt , akik közül 37-en estek el. A falu közelében az erdőben partizánkórház működött. A háború után az élet nehezen indult el, nagy volt a szegénység. 1947-ben szűk nyomtávú vasút épült a település déli részén ezért az embereknek nagy kerülőt kellett tenni kertjeikhez, amiért soha semmilyen kártérítést nem kaptak. A vasutat ifjúsági brigádok építették, a fák a közeli erdőkből termelték ki. Ebben helyi munkások is részt vettek.
Az 1960-as években sok helyi lakos vett részt önkéntes munkákban és sor került az áram bevezetésére a településen. Ebben az időben épült fel az iskola épülete is. Az 1970-es években megkezdődött a mezőgazdaság korszerűsítése. Néhány lakos vízvezetéket épített a közeli forrásoktól. Az 1980-as években került sor az utak korszerűsítésére és aszfaltozására. Így kapott először aszfaltos utat Birači településrész, a többi részre pedig 1990-ben építettek több mint négy kilométernyi utat. A falu 1991. június 25-én jogilag a független Horvátország része lett, de szerb lakói a Krajinai Szerb Köztársasághoz csatlakoztak. A falut 1995. augusztus 8-án a Vihar hadművelettel foglalta vissza a horvát hadsereg. A lakosság többsége elmenekült. Később 34, főként idős ember visszatért, de a falu ma a kihalás szélén áll. Az egykori szántóföldek, legelők helyén sok helyen bozótos található. Az egykori lakosok nagy része Szerbiában, vagy Horvátország más településein él, de sokan vándoroltak ki Európa más országaiba és Észak-Amerikába is. A településnek 2011-ben 31 lakosa volt, akik mezőgazdasággal és állattartással foglalkoztak.

## Népesség
| Lakosság változása | Lakosság változása | Lakosság változása | Lakosság változása | Lakosság változása | Lakosság változása | Lakosság változása | Lakosság változása | Lakosság változása | Lakosság változása | Lakosság változása | Lakosság változása | Lakosság változása | Lakosság változása | Lakosság változása | Lakosság változása |
| ------------------ | ------------------ | ------------------ | ------------------ | ------------------ | ------------------ | ------------------ | ------------------ | ------------------ | ------------------ | ------------------ | ------------------ | ------------------ | ------------------ | ------------------ | ------------------ |
| 1857               | 1869               | 1880               | 1890               | 1900               | 1910               | 1921               | 1931               | 1948               | 1953               | 1961               | 1971               | 1981               | 1991               | 2001               | 2011               |
| 0                  | 0                  | 0                  | 0                  | 605                | 653                | 652                | 503                | 454                | 429                | 357                | 309                | 225                | 163                | 46                 | 31                 |

(1857 és 1890 között lakosságát Mali Gradachoz számították.)
Lakossága a korábbi népszámlálások szerint szerb nemzetiségű volt. A II. világháború után számuk folyamatosan csökkent, részben a kivándorlás, részben a szaporulat csökkenése miatt. Ez azt jelentette, hogy az 1948 és 1991 közötti békés időszakban is átlagban a lakosság évente 6-8 fővel lett kevesebb. A legnagyobb csökkenés 1991 és 2001 között ment végbe, melynek oka a délszláv háború végén, 1995 augusztusában történt tömeges, Szerbiába menekülés volt. Ennek következménye a legutóbbi, 2011-es népszámlálás adata, mely mind a lakosság számát, mind korbeli összetételét tekintve a legkedvezőtlenebb. A lakosság 80%-a idősebb volt 60 évesnél.

## Nevezetességei
- Grčki grad romjai a Debelo brdo nevű magaslaton.
- Régi malom a Bručina-patakon.
- Védett népi építésű házak a 9,10,12,14,15 számok alatt. A házak általában 80 mm vastag fűrészelt tölgyfából épültek és két, vagy három részből állnak. Bejáratként fából épített lépcsőzet, vagy gang (tornác) szolgál, mert a házak alá gazdasági célból kőből pincét építettek. A tetőzet magasra épített, fazsindellyel fedett és kémény nélküli. Közülük sok a délszláv háború idején rongálódott meg.

## Gazdaság
A falu gazdasága kizárólag a mezőgazdaságon alapszik, bár a domborzati viszonyok és a föld minősége miatt ennek a feltételei sem a legjobbak. A parcellák idővel történt felaprózódása is kedvezőtlenül hatott a föld megművelhetőségére. Emiatt a múltban kialakult szegényes földbirtokok már a saját családok élelmezésére sem voltak elegendők. A földművelésre ökröket, vagy lovakat, illetve hagyományos mezőgazdasági eszközöket használtak. A legfőbb gazdasági termények a búza és a kukorica voltak. A gabonát a közeli patakon álló malmokba vitték, melyekből egykor hét is működött a faluban. A falu közelében fekvő erdős, füves területek közelsége kedvező feltételeket nyújtott az állattartáshoz. A főbb tenyésztett állatok a szarvasmarha és a sertés voltak. Az állatokat a piacon értékesítették, a kapott pénzből vásárolták meg a háztartások szükségleteit és fizették az adót. A termesztett gyümölcsök közül a szilva volt a leggyakoribb, melyből jó pálinkát állítottak elő. A 20. század utolsó harmadában a földművelésben és a termelésben fokozatos modernizáció kezdődött, mely modern gépek beállításával történt. A helyi gazdaság a csúcspontját az 1980-as években érte el, majd hanyatlás következett, mely lényegében a mai napig is tart.

## Oktatás
A II. világháború végéig Trnovacon egyetlen közösségi épület sem volt, sem templom, sem iskola, sem bolt vagy egyéb közösségi ház. A gyerekek gyalog jártak a szomszéd falu iskolájába. A háború idején 1943-ban a nemzeti felszabadító mozgalom iskolát alapított a településen. Az első két tanévet magánházakban oktatták, ahol sem megfelelő bútorzat, sem eszközök nem voltak. A tanítás sok találékonyságot, rögtönzést igényelt. A tanítók önkéntesek voltak, akik már elvégeztek néhány évet valamelyik iskolában. A háború vége után 1945-be felépült az ideiglenes iskolaépület, melyet az egykori partizán kórházból alakítottak át. Tanítóként most már rendes tanárembert fogadtak, akinek már voltak oktatási tapasztalatai. Az 1960-as években a falu lakóinak hatékony támogatásával felépült az iskolaépület is, melyhez egy tanterem és pedagógus lakás is tartozott. Az iskola léte nagy jelentőségű volt a település fejlődésében. A gyermekek miután befejezték az iskolát tovább tanulhattak középiskolákban és mesterségeket tanulhattak. A lakosság számának csökkenésével a tanulók száma is évről évre csökkent. A falu ötven év után újra saját oktatási intézmény nélkül maradt. 1995-ben a Vihar hadművelet során az iskola épületét a háborús áldozatok rajta levő emléktáblájával együtt teljesen lerombolták.

## Fordítás
Ez a szócikk részben vagy egészben  a   Trnovac Glinski című horvát Wikipédia-szócikk ezen változatának fordításán alapul.  Az eredeti cikk szerkesztőit annak laptörténete sorolja fel. Ez a jelzés csupán a megfogalmazás eredetét és a szerzői jogokat jelzi, nem szolgál a cikkben szereplő információk forrásmegjelöléseként.